# Роккамонтепьяно
Роккамонтепьяно (итал. Roccamontepiano) — коммуна в Италии, расположена в регионе Абруццо, подчиняется административному центру Кьети.
Население составляет 1965 человек, плотность населения составляет 109 чел./км². Занимает площадь 18 км². Почтовый индекс — 66010. Телефонный код — 0871.
Покровителем населённого пункта считается San Carlo. Праздник ежегодно празднуется 4 ноября.